# Regne de Kent
El Regne de Kent (Cantaware Rīce en anglès antic i Regnum Cantuariorum en llatí) fou un regne medieval situat en els territoris del sud-est de la Gran Bretanya. Va ser fundat al segle v pel poble germànic dels juts, que van arribar a Britànnia després que els romans es retiressin de les illes. Fou un dels set regnes tradicionals anglosaxons coneguts com a l'heptarquia anglosaxona, però a partir del segle VIII va perdre la seva independència en passar a ser vassall del Regne de Mèrcia i més tard del Regne de Wessex, A partir del segle X va passar a ser part del Regne d'Anglaterra, creat sota el lideratge de Wessex. El nom es conserva actualment pel comtat anglès de Kent.

## Origen
Les primeres referències que es tenen d'aquest territori corresponen als escrits en grec de Píteas, repetits més tard pels historiadors Estrabó i Diodor de Sicília. En aquests fragments, "Kantion" és descrit com una de les tres cantonades de Britànnia, essent la més propera a la Gàl·lia i la Germània. Juli Cèsar va envair la regió el 55 i el 54 aC, però no va poder retenir el territori malgrat les victòries aconseguides i va retornar a la Gàl·lia sense haver consolidat cap conquesta. Cèsar dona detalls de Cingetorix, Carvilius, Taximagulus i Segovax, tots ells reis de Cantium durant el mateix any 54 aC, suggerint que el territori estava dividit en diverses tribus. Altres reis posteriors del mateix territori foren Dubnovellaunus, Vosenos, Eppillus i Adminius.
Els romans conqueriren aquesta part de Britànnia l'any 43, quan Kent estava totalment sota el control dels catuvel·launs, avançant des de la costa terra endins fins a la capital Colchester (Camulodunum). Les tribus de Kent foren agrupades sota una sola ciutadania coneguda pel nom de Cantiaci, o gent de Kent, i la seva capital es trobava a Durovernum, actual Canterbury.
Amb la caiguda de l'Imperi Romà i la retirada de les darreres legions, diverses naus arribaren a la costa de Kent amb un nombre indeterminat de guerrers juts, liderats per Hengist i Horsa. Els locals els van oferir diners a canvi del seu suport en les contínues batalles contra els pictes i escocesos. També els van donar l'illa de Thanet en perpetuïtat com a base d'operacions. Els juts liderats per Hengist derrotaren els enemics dels britons i desenvoluparen molt bones relacions amb els seus hostes fins a l'extrem que la filla d'Hengist, Ronwen, es va casar amb el rei dels britons Vortigern a canvi del control del Regne de Kent. D'altra banda, els germànics esdevenien més i més nombrosos i el seu poder es va anar incrementant fins que l'enfrontament amb els britons fou inevitable. El príncep Vortimer es va rebel·lar contra el seu pare Vortigern per enfrontar-se als invasors en diverses ocasions i amb diversa sort fins que fou enverinat i mort per Ronwen, filla d'Hengist.
Kent va quedar en poder dels germànics i el llinatge d'Hengist es va establir en el poder.

## 597–785
El primer fet constatable referent al Regne de Kent és l'arribada d'Agustí de Canterbury amb 40 monjos, el 597. En aquells temps el regne de Kent havia assolit el seu grau d'hegemonia més alt sota el regnat d'Etelbert I de Kent a principis del segle VII. Etelbert fou el primer rei anglosaxó en convertir-se al cristianisme i també el primer a introduir un codi de lleis escrites. Després de la seva mort, el poder de Kent va començar a declinar i el 686 Kent fou conquerit per Caedwalla de Wessex, Aquesta conquesta fou seguida per un període de revoltes i guerres civils sense treva, fins al regnat de Wihtred que va ser capaç de pacificar el territori, però a la mort de Wihtred tornaren les disputes internes, que perduraren per quaranta anys.
Aquestes divisions internes van permetre la conquesta del regne per part del poderós rei Offa de Mèrcia: el 764, que va esclafar les diverses revoltes i disputes, controlant el territori fins al 785.

## 785–825
El Regne de Kent va quedar en mans d'Offa de Mèrcia fins a la seva mort el 796, moment en el qual Eadbert Praen va aprofitar per revoltar-se i guanyar la independència temporalment. Dos anys més tard, però, el nou rei de Mèrcia, Coenwulf, reconqueria Kent instal·lant el seu germà Cuthred en el tron. Kent quedaria ja en mans de Mèrcia fins al 825, any en què va passar a dependre de Wessex després de la derrota de Baldred a la batalla d'Ellandun.

## 825–1066
El 892 Alfred el Gran estava unint tots els territoris del sud d'Anglaterra en les seves lluites contra els vikings, que havien arribat a les illes britàniques uns cent anys abans. Aquell mateix any, unes 350 naus vikings arribaven a les costes de Kent amb un exèrcit de 10.000 homes i les seves famílies. Els vikings fundaren la fortalesa d'Appledore i avançaren terra endins, però després de diversos anys de lluita amb els anglesos, foren rebutjats i es retiraren a l'Ànglia de l'Est o bé al nord de França. Aquests darrers foren els avantpassats dels normands, que conqueririen Anglaterra dos segles després.